# 酒器
酒器（しゅき）は酒を取り分けたり、供したり、飲むときに用いられる道具。元々は祭祀器としての性格が強い。

## 日本
盃（）
「盃を交わす」「盃を取らせる」といった表現があるように、日本文化の中では盃はたんに酒を飲む容器であるだけではなく、人間関係、名誉、格式などのさまざまな文化事象と関係した複雑な媒体である。今日の私たちが思い描くのは「塗り盃」だが、江戸時代後期には陶磁器の盃も用いられた。
徳利（とっくり、とくり）
今でも酒を注ぐのに用いられているが、近代に入り、瓶売りが一般化するまで、量り売りが一般的で、酒屋は徳利に入れて酒を販売していた。販売用の徳利は個人の所有ではなく酒屋の貸し物であることが普通で、酒屋の屋号が大きく書かれていた。江戸時代以前は上方と江戸では色が違っていた。上方では、五合あるいは一升が入る、茶色がかった陶器。江戸では、ねずみ色の陶器か取っ手のついた樽であった。
猪口（ちょこ、ちょく）
現在では徳利から酒を受け、飲むのに用いる小さな器だが、徳利とセットで使うようになったのはそんなに古いことではない。江戸時代では上方でも江戸でも、宴の初めのうちは盃で酒を受け、宴も半ばを過ぎ座がくだけてくると猪口に変えたという。利き酒で使われる猪口は利き猪口と呼ばれる。
銚子（）
現在も使われる、燗をつけた酒を移し入れる器を指すが、時代を下るに従って小型になってきている。江戸時代、上方では御殿から娼家に至るまでどこでも銚子で燗をつけていたが、江戸では銚子は正式の膳である式正（）にのみ使うものであったという。現代では銚子と徳利はほぼ同じものとして扱っているが、江戸時代には別物であった。江戸時代中期ごろまでは、宴も初めのうちは銚子を使い、三献すると徳利に切り替えた。やがて初めから徳利を用いるようになり、江戸時代末期には大名ですら酒宴で徳利で酒を飲むようになったという。なお、神社で儀式で用いる銚子は平安時代にはすでに存在していた。柄の長い「長柄銚子」（ながえのちょうし）は片口（かたくち）と両口（もろくち）があり、片口を正式とする。また、提梁のついた銚子を「提子」（ひさげ）と呼び、酒を足すために用いることが多い。
土瓶
主に茶を飲むための物だが、千代香のように焼酎を温めるのに使用する酒器もある。
カラカラ
泡盛を注ぐのに用いる酒器。
片口（）
器の縁に酒を注ぐための注ぎ口が付いているもの。一合ないし二合程度の量を入れることが出来る、鉢状のものやコップのようなものなどさまざまな形状がある。現代では徳利の代わりに使用され、瓶から一度酒を注いでおき、片口から盃に注いで飲むのが一般的な使い方である。日本酒の器以外にも用いられる日本の伝統的な食器である。
ぐい呑み（）
日本酒を飲むための盃の一種。一般的にお猪口と呼ばれるものより大きいサイズのものを指す。
升、枡、桝、斗（ます）
瓶子（）
昔はこれに酒を入れて持ち歩いた。今は神事以外ではほとんど用いられない。現代の中国では瓶子は牛乳瓶などのビンを指す言葉となっている。
土器（）
中世には公家や高級武士の宴会ではこれに酒をそそいで飲み干した。一回切りの使用で廃棄され、携帯用の、使い捨ての盃のようなもの。近世以降、神社の神事で御神酒を供えたり、供食するために使用されるようになる。
錫（）
錫でできた瓶子と思われる。安土桃山時代あたりまで用いられたようである。江戸時代以降は、京都にある一軒の古い工房のみで作られている。
角樽（）
今でも結納の際に用いられる、上は朱塗り、下は黒漆塗りの樽。角が出ているように取っ手がついていることからこの名がある。
指樽（）
江戸時代の人々が花見などの際に酒を背負っていくときに使ったらしい、黒漆塗りの角型の樽だが、幕末以降は見られないようである。
燗鍋（）
平安時代ごろ、酒を燗するときに用いた銅製または鉄製の鍋。直火で加熱した。
熱燗器
燗酒に用いられる専用の鍋
膳（ぜん）
高御膳、中御膳など。出される酒と肴の意味を外側から規定していたといってよい。
ちろり（銚釐）
酒を燗するときに使う細長い金属性の入れ物、かつては銅または錫製、近年ではアルミ製の物もある。これに酒を入れ、湯に浸けて酒を温める。主に居酒屋・小料理店で使われる道具である。一般家庭で見られる道具ではないが、ちろりで暖めた酒に拘り、個人的に購入して使用する例も見られる。
湯婆（）
酒を温める真鍮・錫製の器
コンプラ瓶
江戸時代中期から作られるようになった酒や醤油の輸出用の瓶。
盃洗（）
酒を回し飲みする際、自分が飲んだ後の盃を洗うための水を張る器。

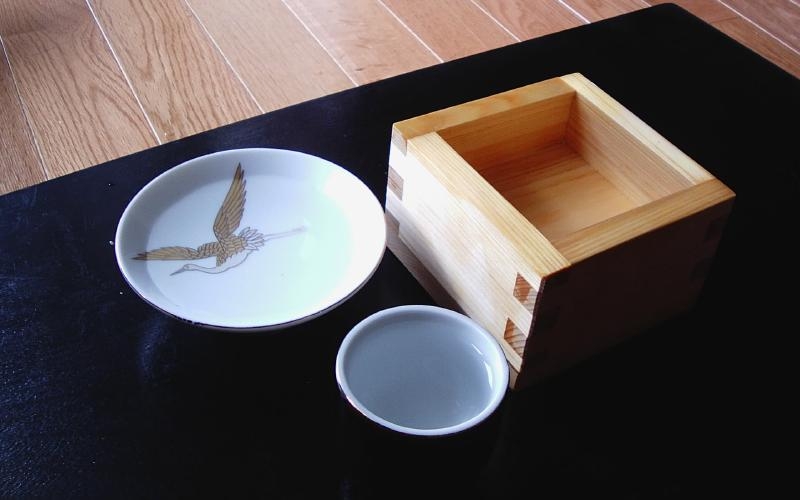
盃、猪口、升。
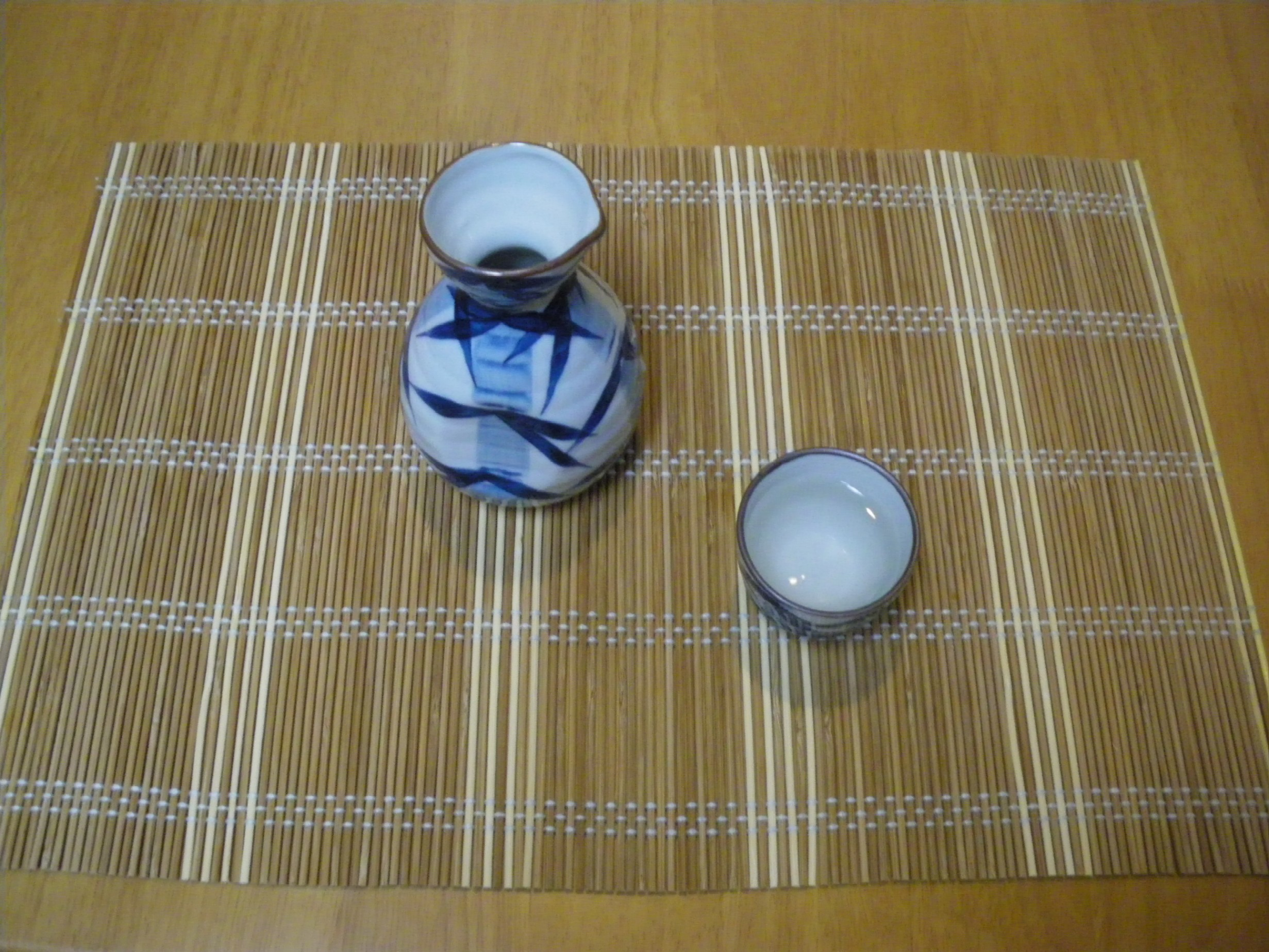
徳利とぐい飲み
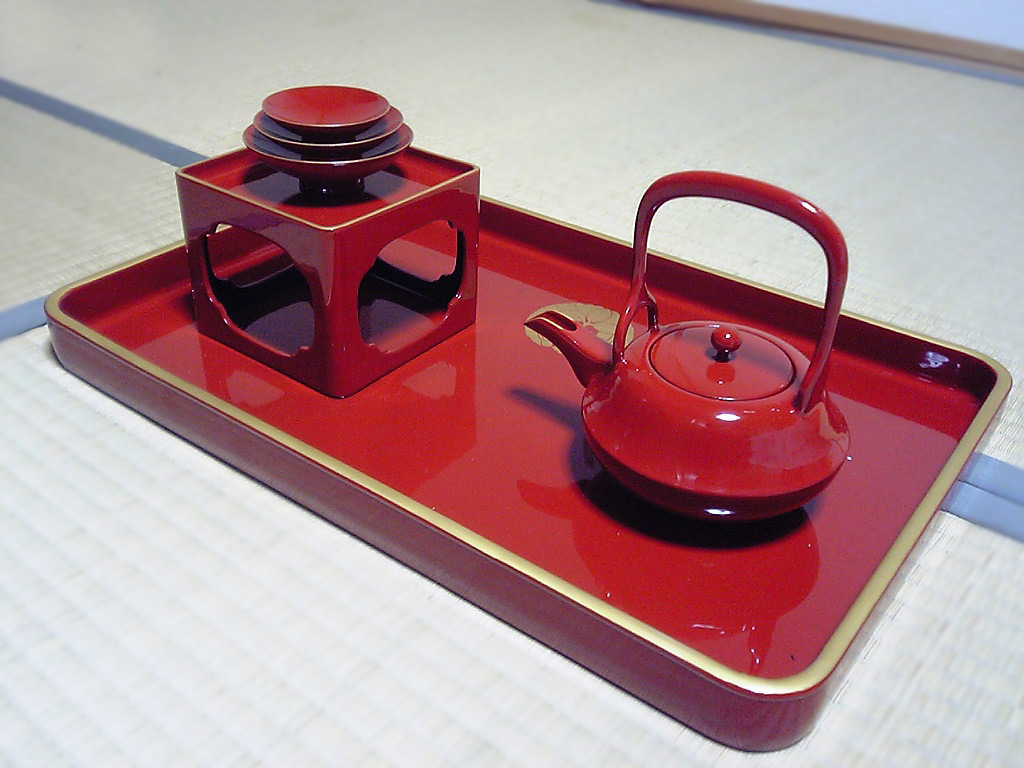
盃と銚子。銚子は本来このような形状のものだったが、後に徳利も銚子と呼ばれるようになる。
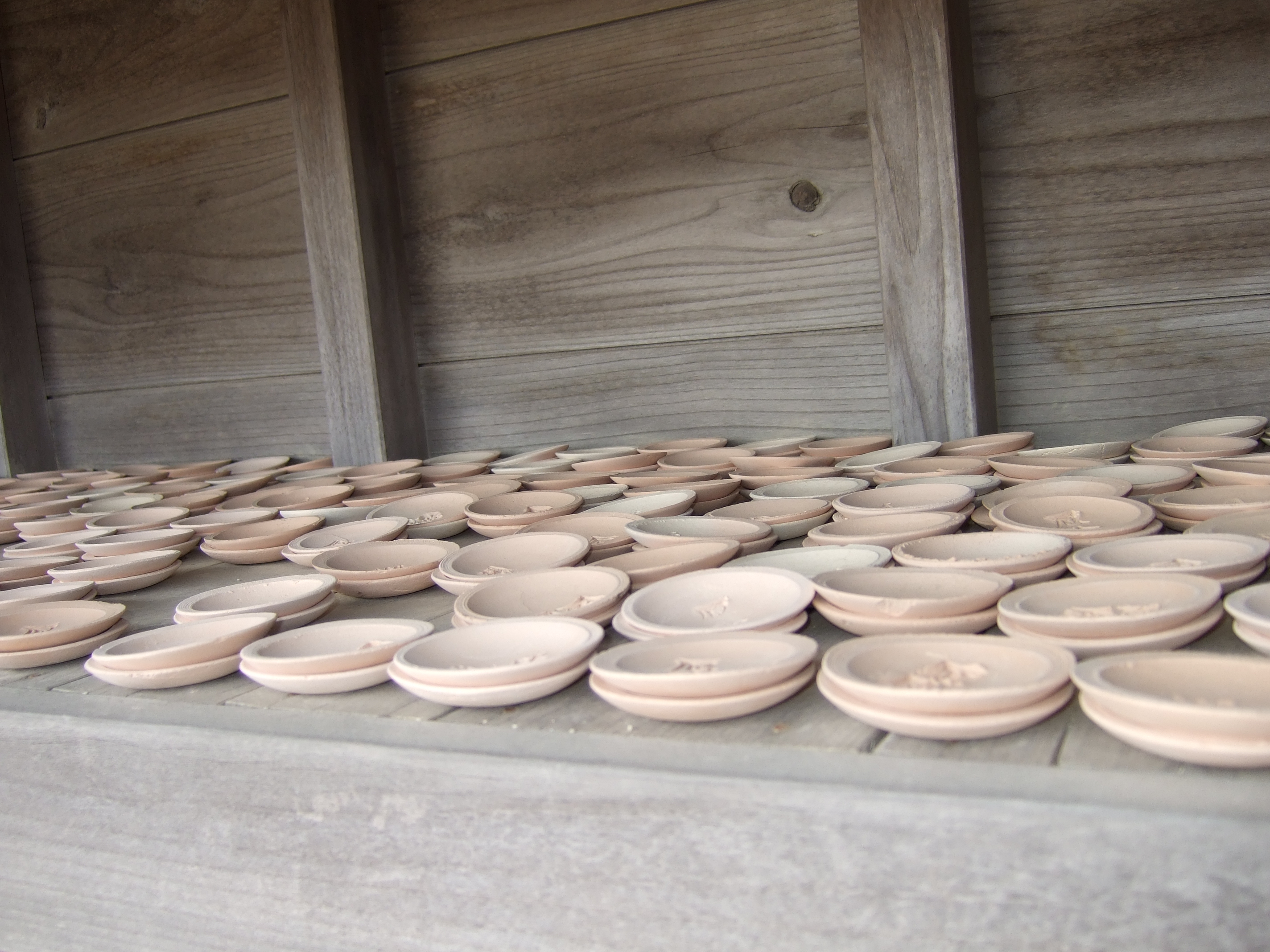
素焼きのかわらけ。
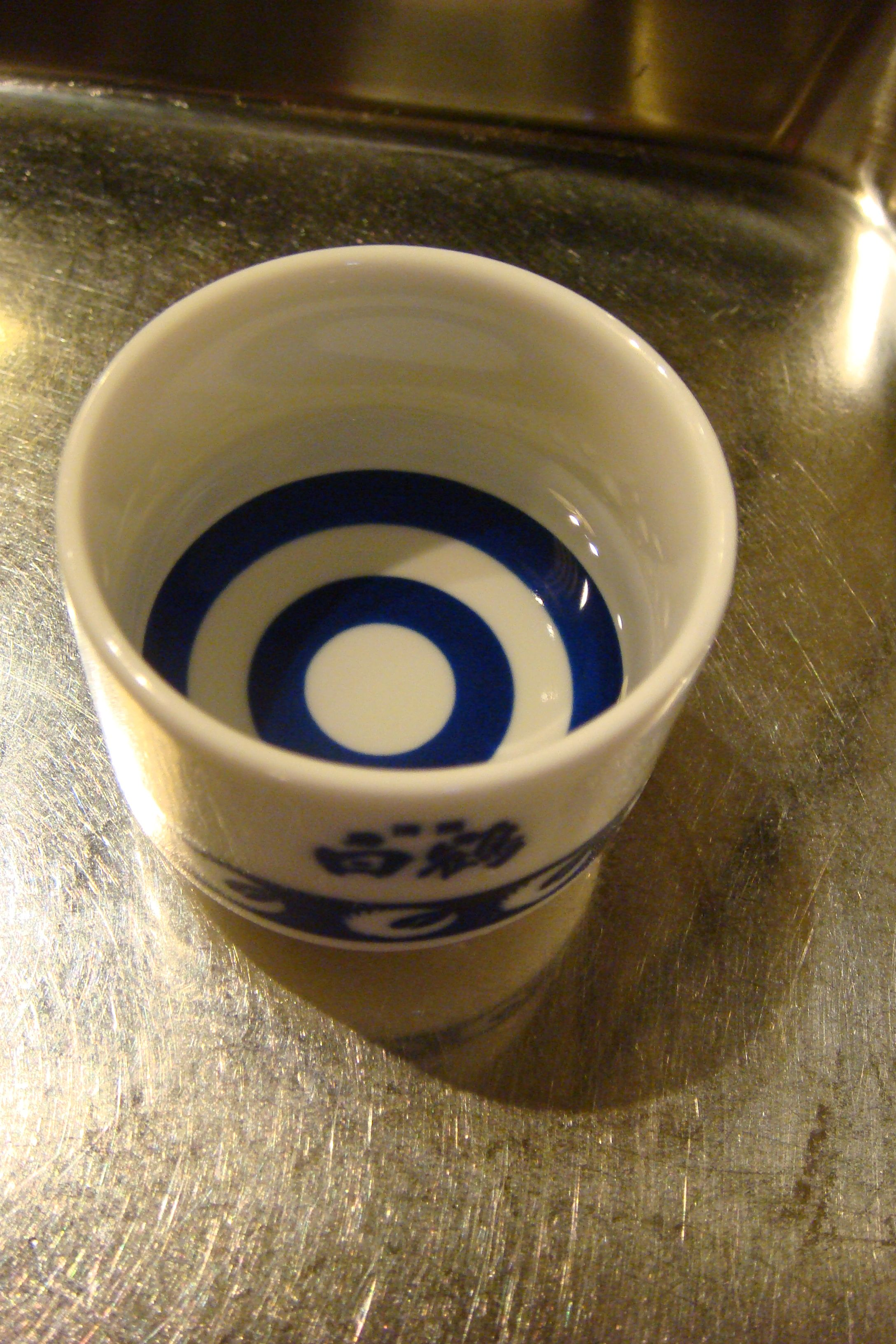
利き猪口。

## 東アジア
中国の古いものとしては殷墟など青銅器時代の青銅器製酒器が良く知られている。勲功の大小に従い酒器（爵）の大きさが変えられたこともあり、爵位の語源となったとされる。
韓国では、マッコリやドンドンジュ用に陶器製でどんぶり状の甕と、ヒョウタンを割って作った、あるいはこれを模したパガジ（パガチ、ko:바가지）ですくって碗・ぐい飲み状のサバル（사발、沙鉢）に注ぐ。マッコリ酒場（대폿집,막걸리집）では、ボコボコに潰した真鍮製のやかん（주전자）、酒煎子）でマッコリを供されるのが安酒場らしいレトロな風情であるとされる。

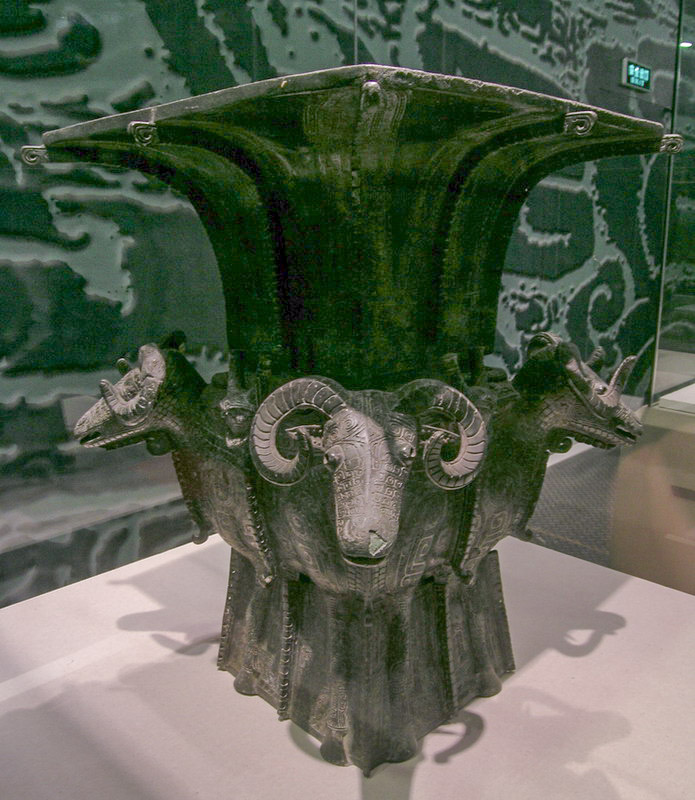
殷代の尊（中国語版）。写真は中国国宝（中国語版）四羊方尊（中国語版）
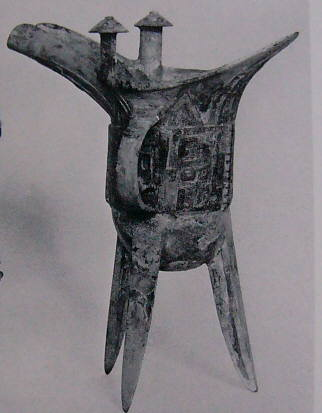
爵（殷末）
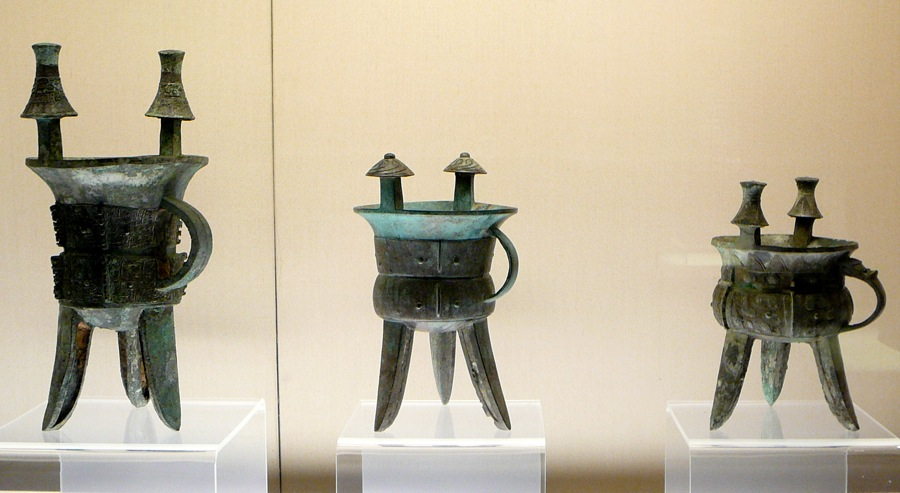
斝（殷、紀元前14世紀ごろ）
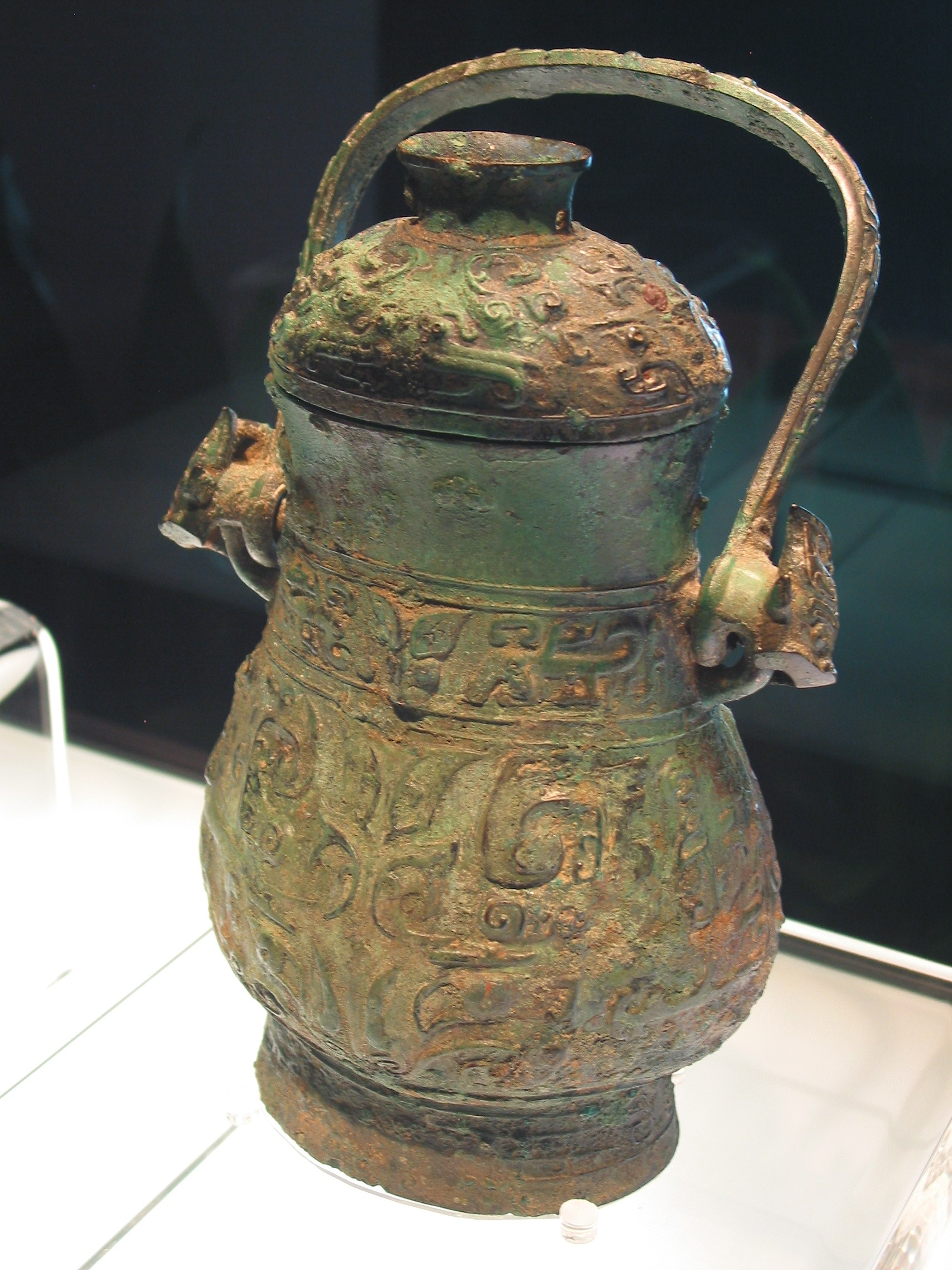
卣（西周早期）
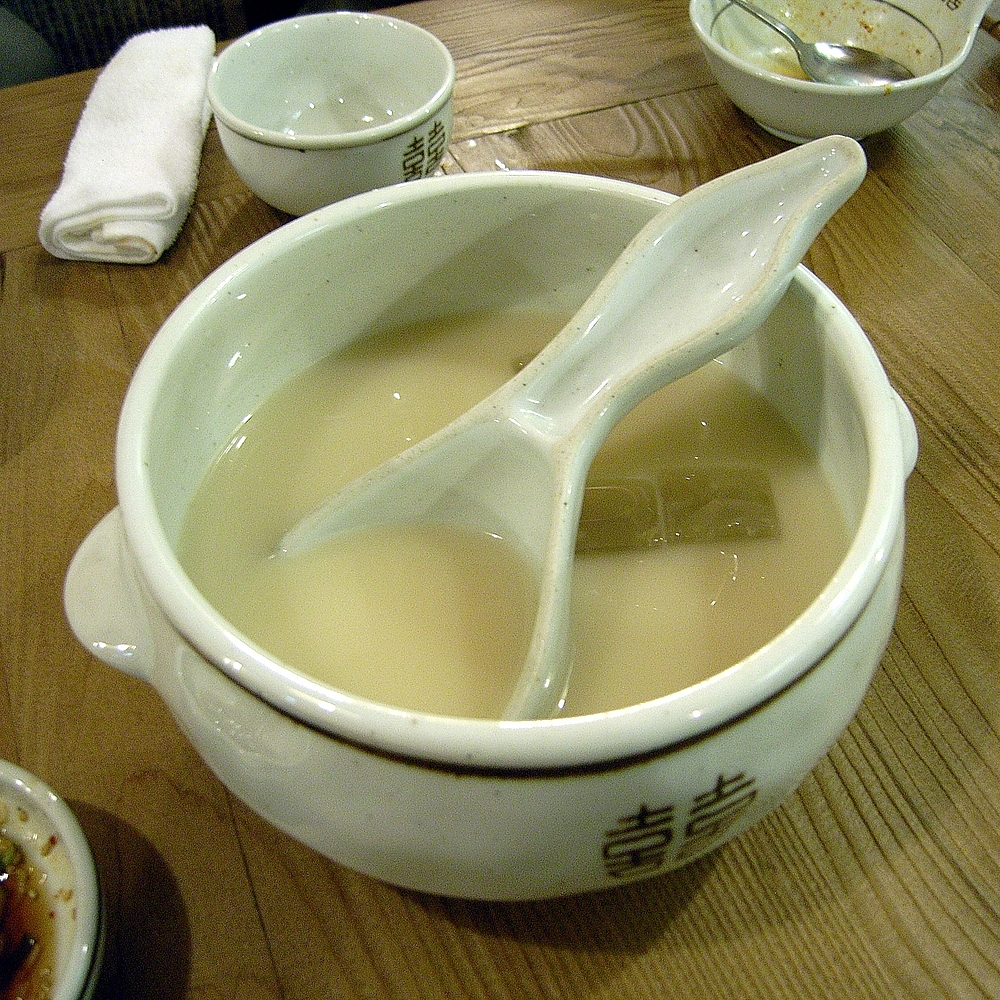
器に入ったマッコリをパガジですくう。
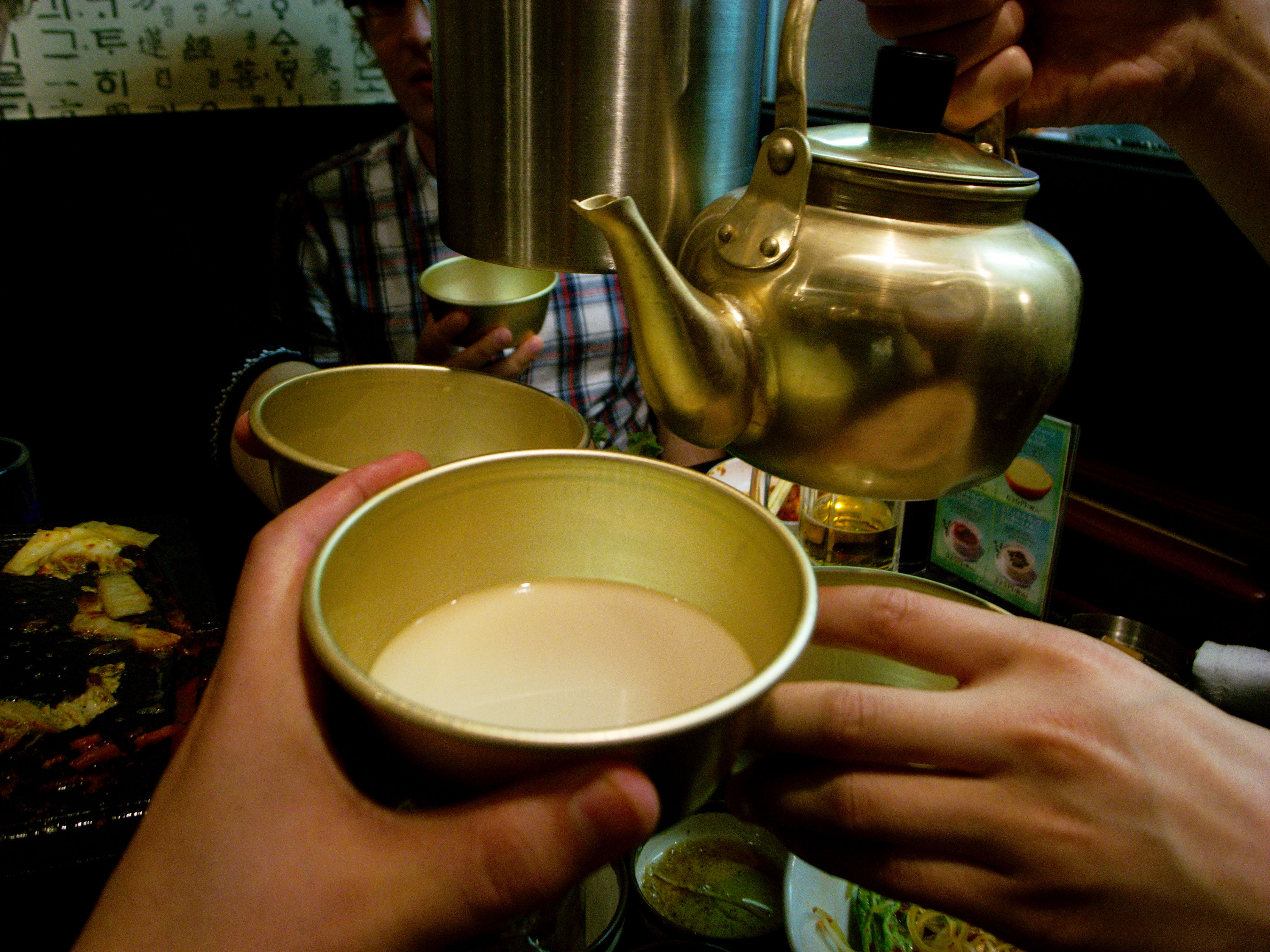
真鍮製のやかんとサバル。

## ヨーロッパ、北部アメリカ
- デキャンタ、カラフェ - ワインなどをデカンテーションするときに用いる。
- ワイングラス、シェリーグラス、シャンパン・グラス(フルートグラス、クーペグラス)
- ビアグラス、ビールジョッキ、ビアタンブラー、パイント・グラス、ピッチャー、タンカード
- カクテル・グラス
- ショットグラス（英: shot glass）
- スキットル - ウィスキーを入れる水筒。
- 聖爵、リュトン、アンフォラ
- スクーナーグラス（英語版）
- グレンケアン・ウイスキーグラス
- ハリケーングラス（英語版）
- ビーカー（英語版）（英: beaker） - 古代ヨーロッパのビーカー文化で用いられていた器。酒器であったとされる[7]。

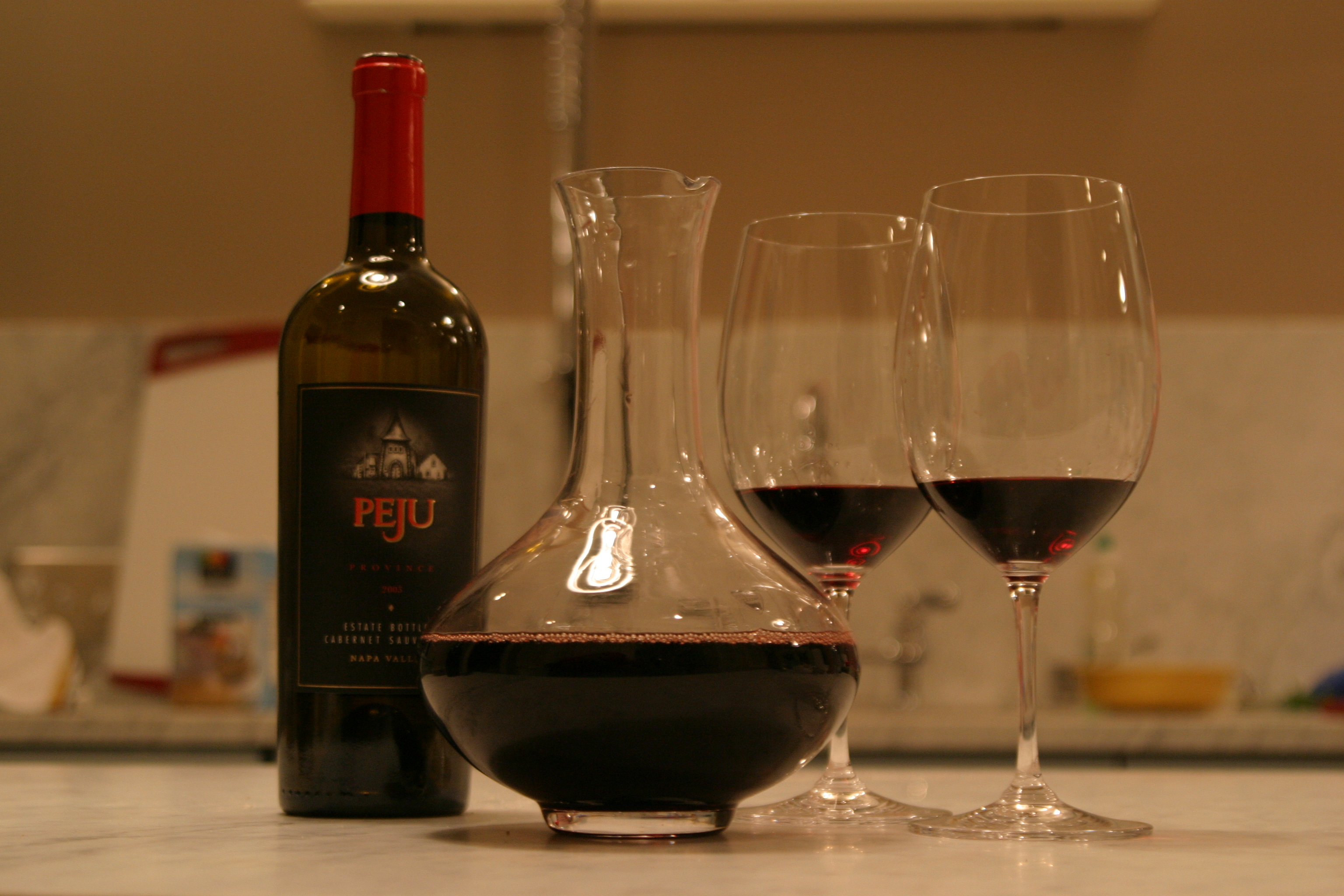
カラフェに注がれたワイン。
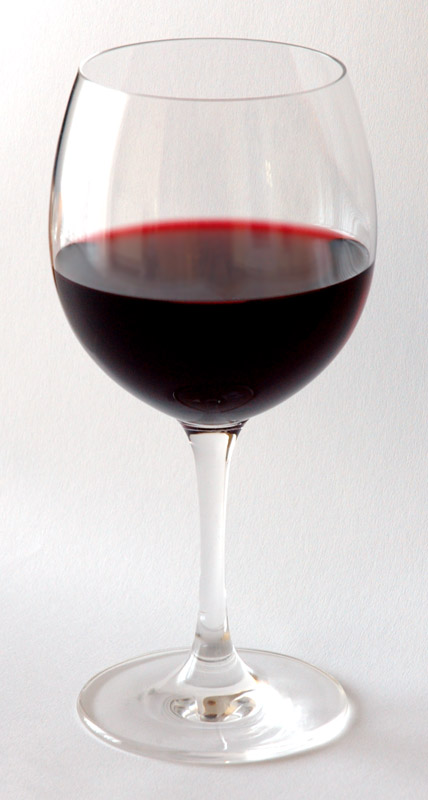
赤ワイン用ワイングラス。
様々な形状のワイングラス
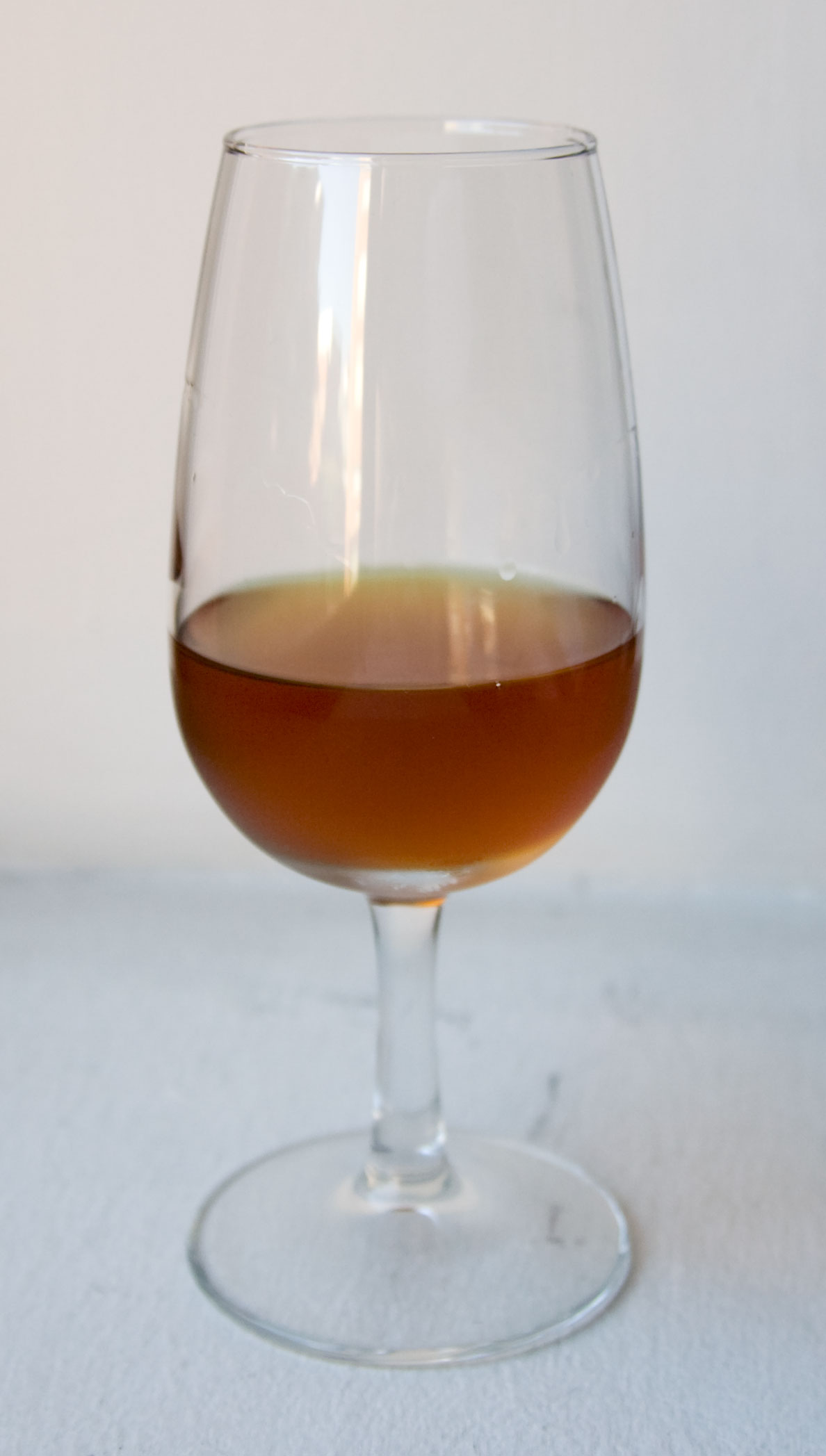
シェリー用グラス。
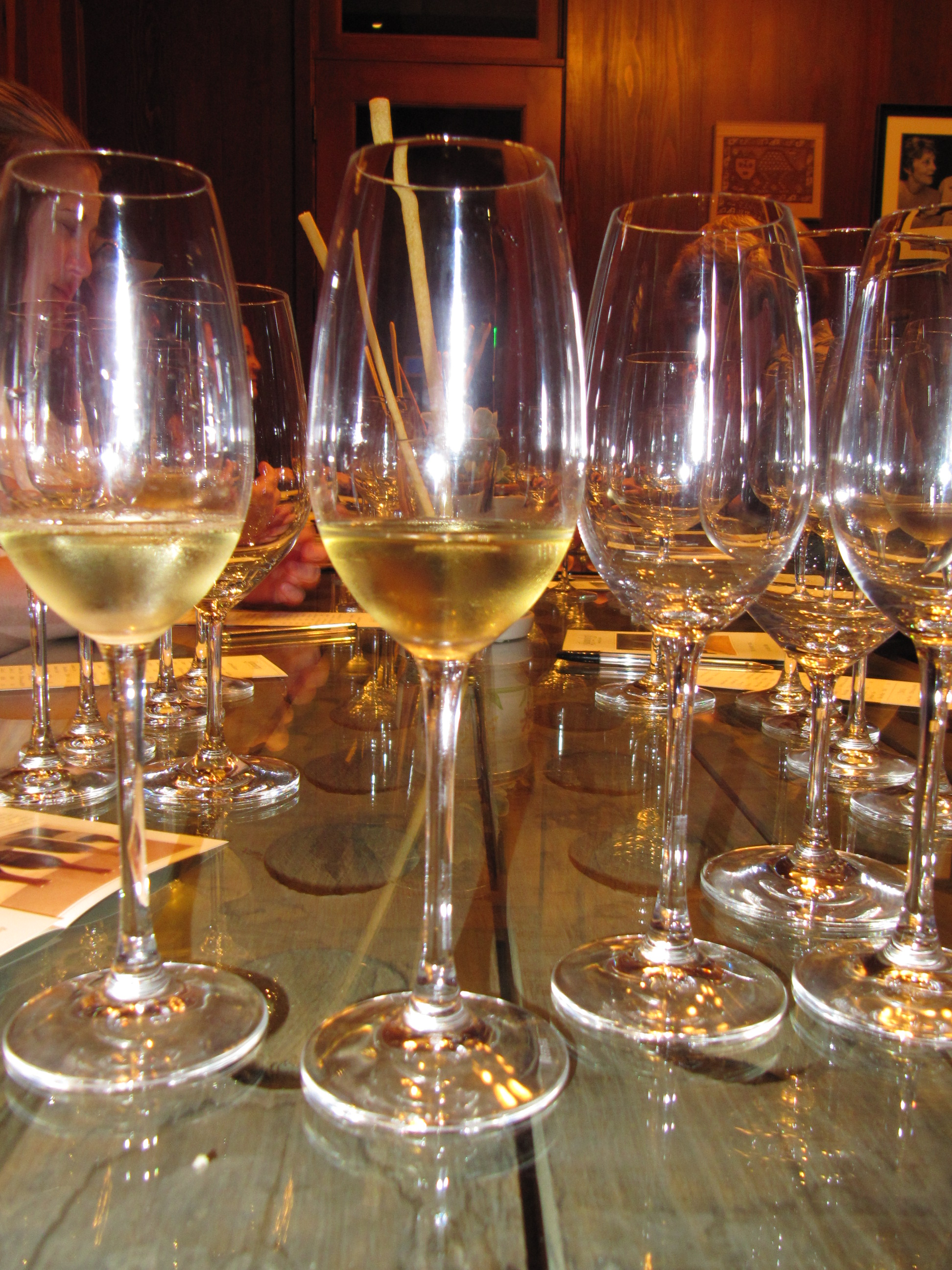
シャンパングラス 。
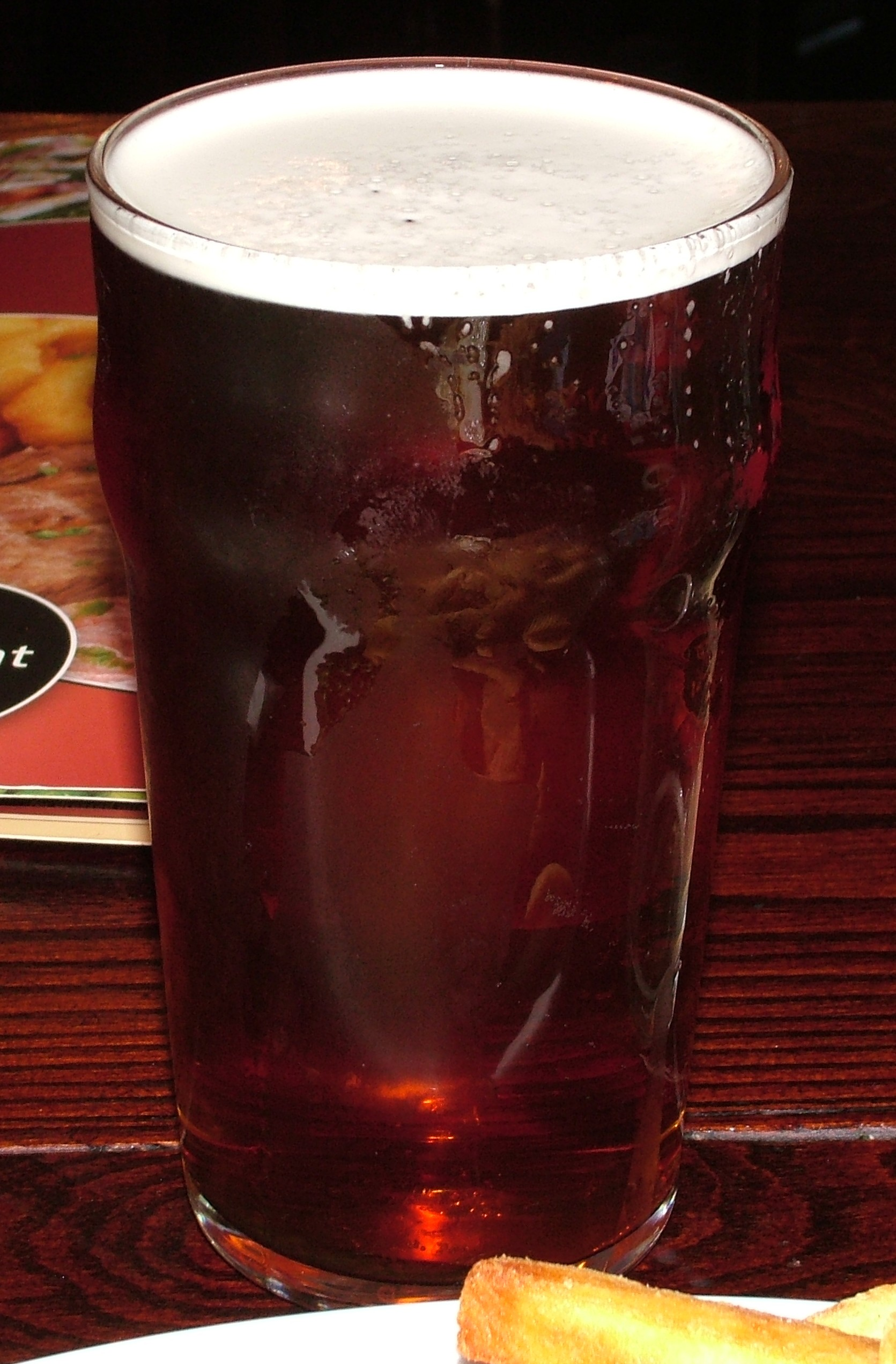
アイリッシュ・パブで一般的なドラフトエールで満たされたパイント・グラス。
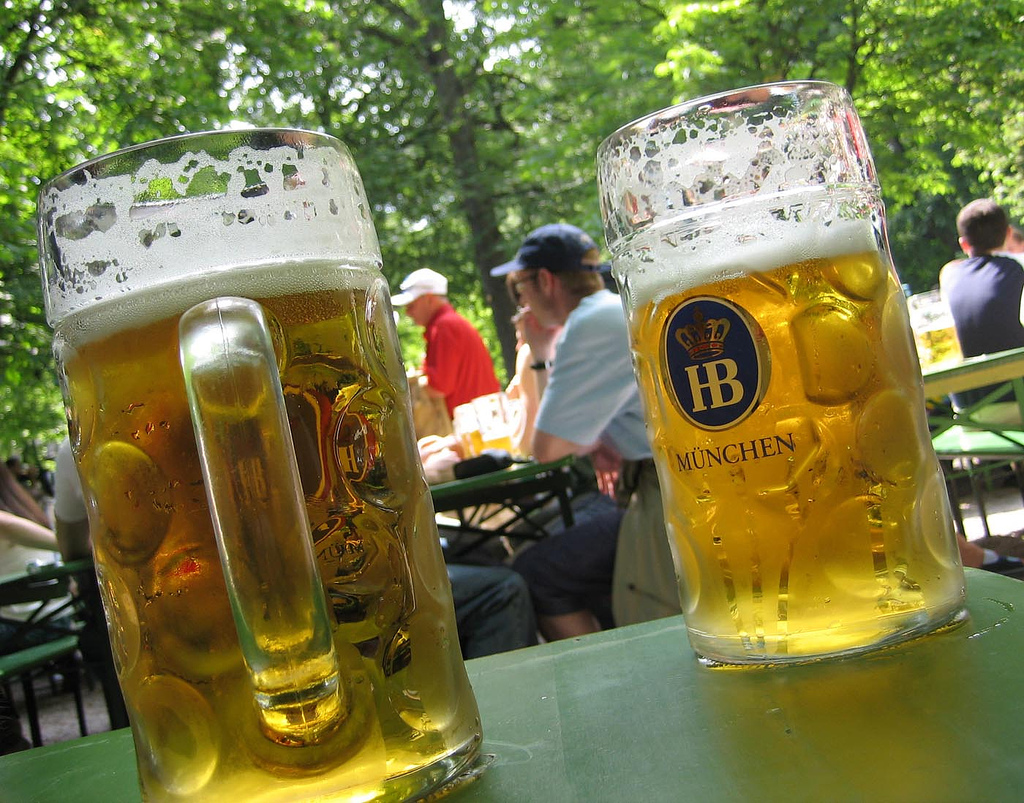
日本ではビールジョッキと呼ばれるビアマグ。
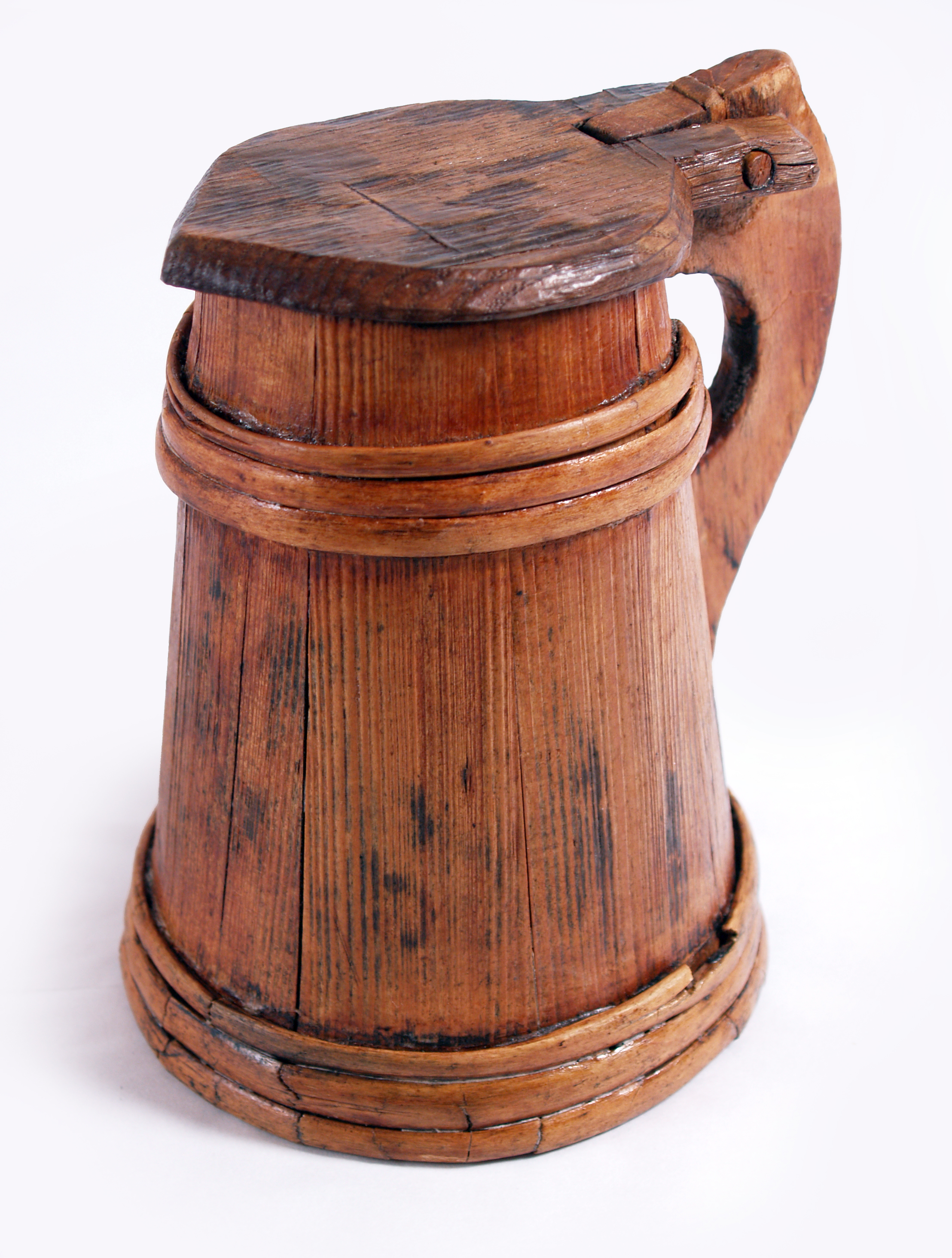
大型のビアマグ、タンカード。蓋付きのものが多く、14世紀のペスト流行期に付けられるようになった。
ピッチャー。アメリカでは2―4リットルのもの、オセアニアでは、ジャグ（英: jug）と呼ばれ1リットル程度のものが良く使われる。
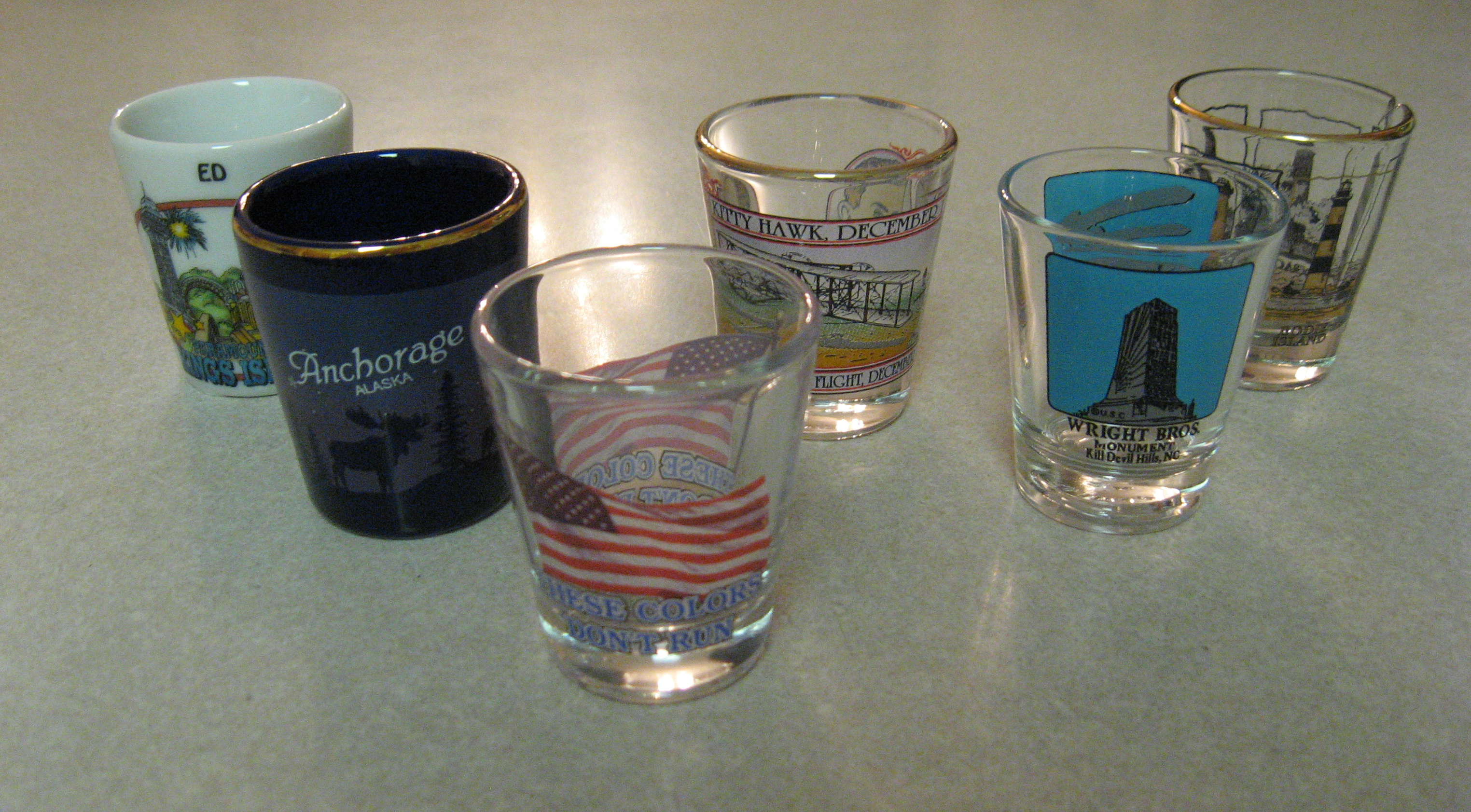
ショットグラス。1オンス程度の容量のものが多い。
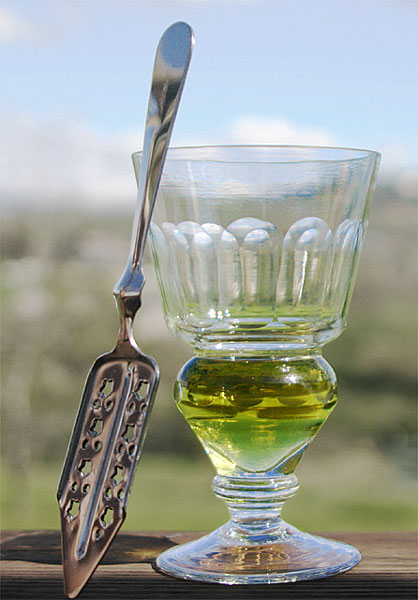
アブサングラス
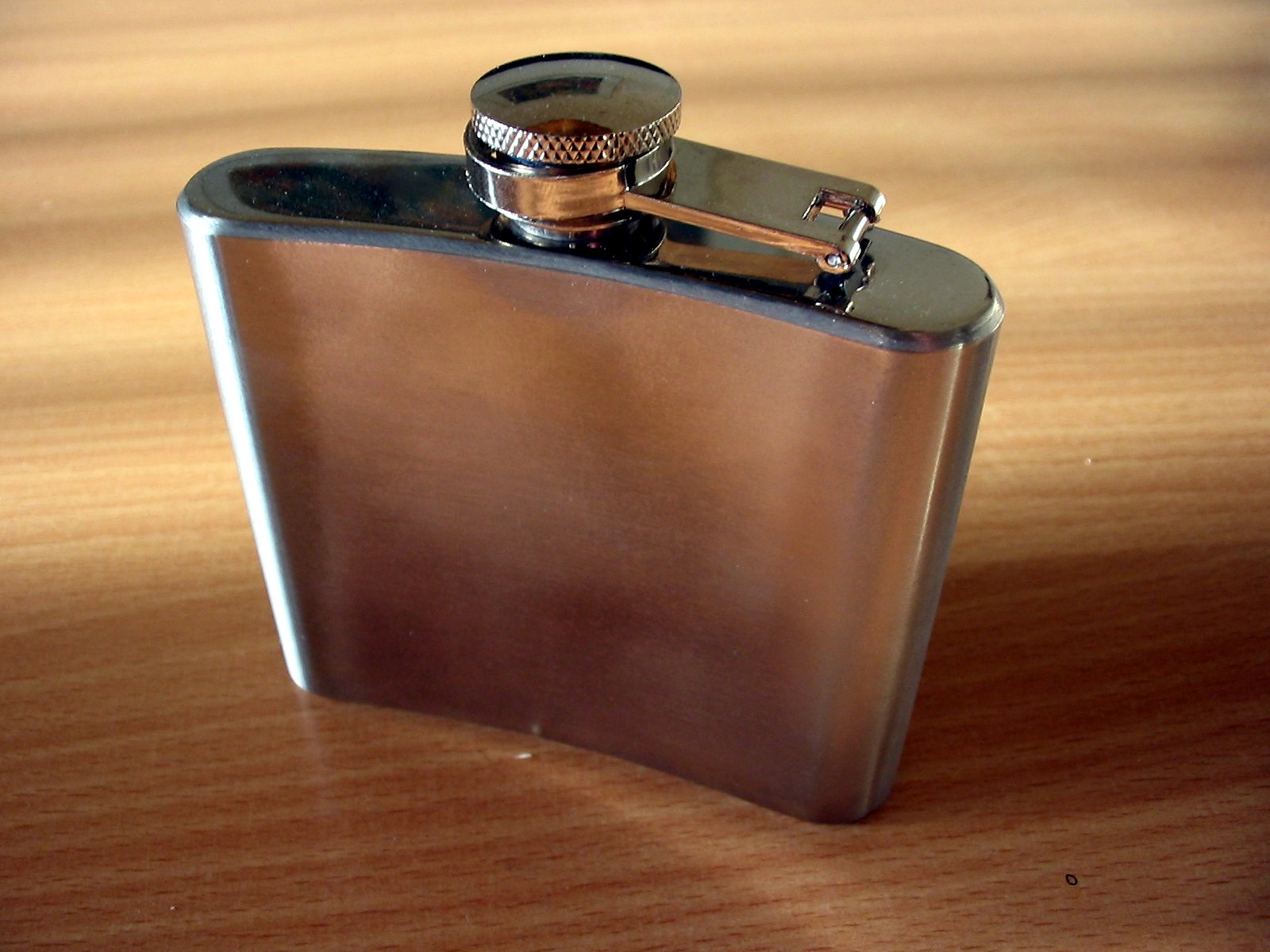
スキットル
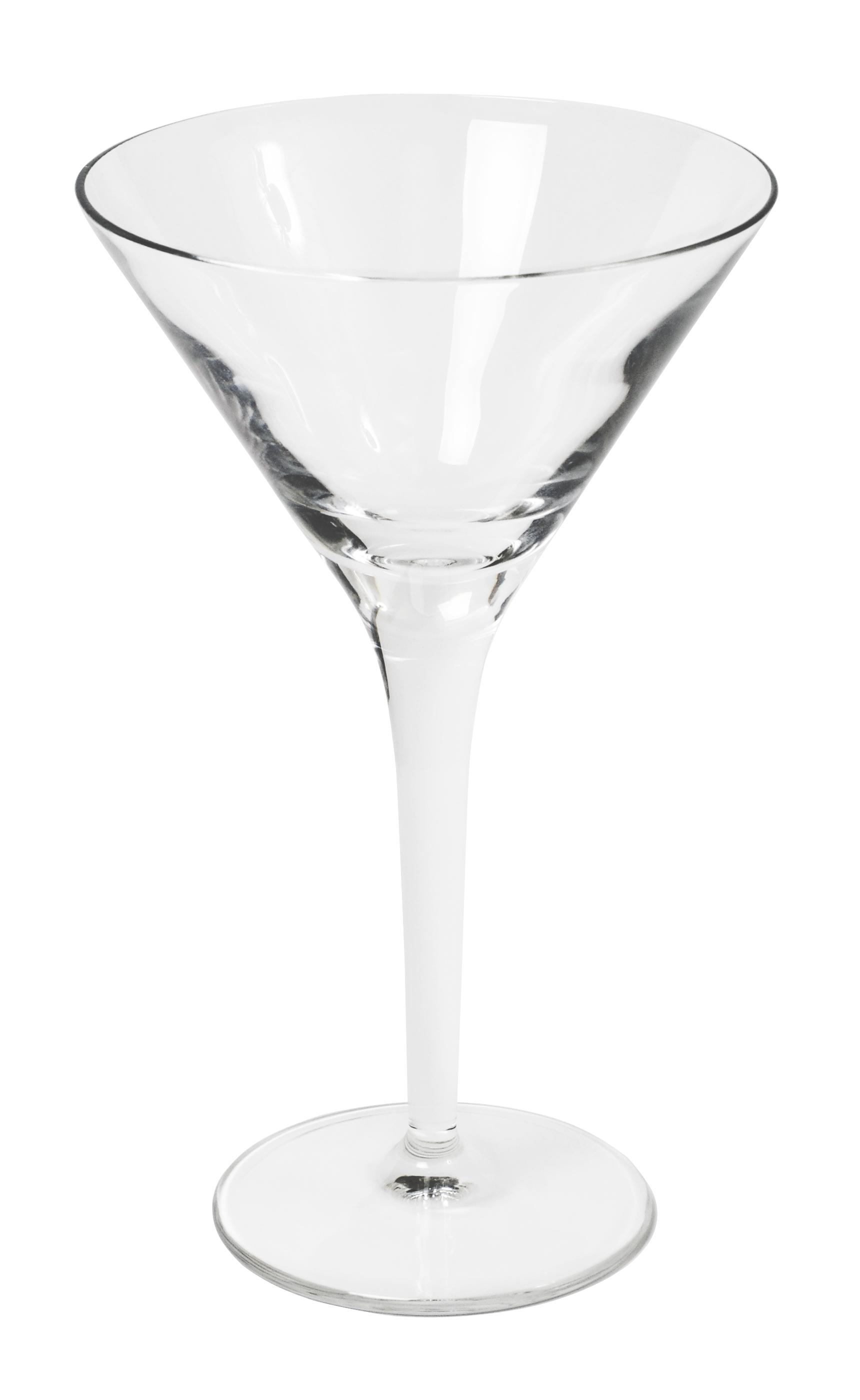
カクテル・グラス。
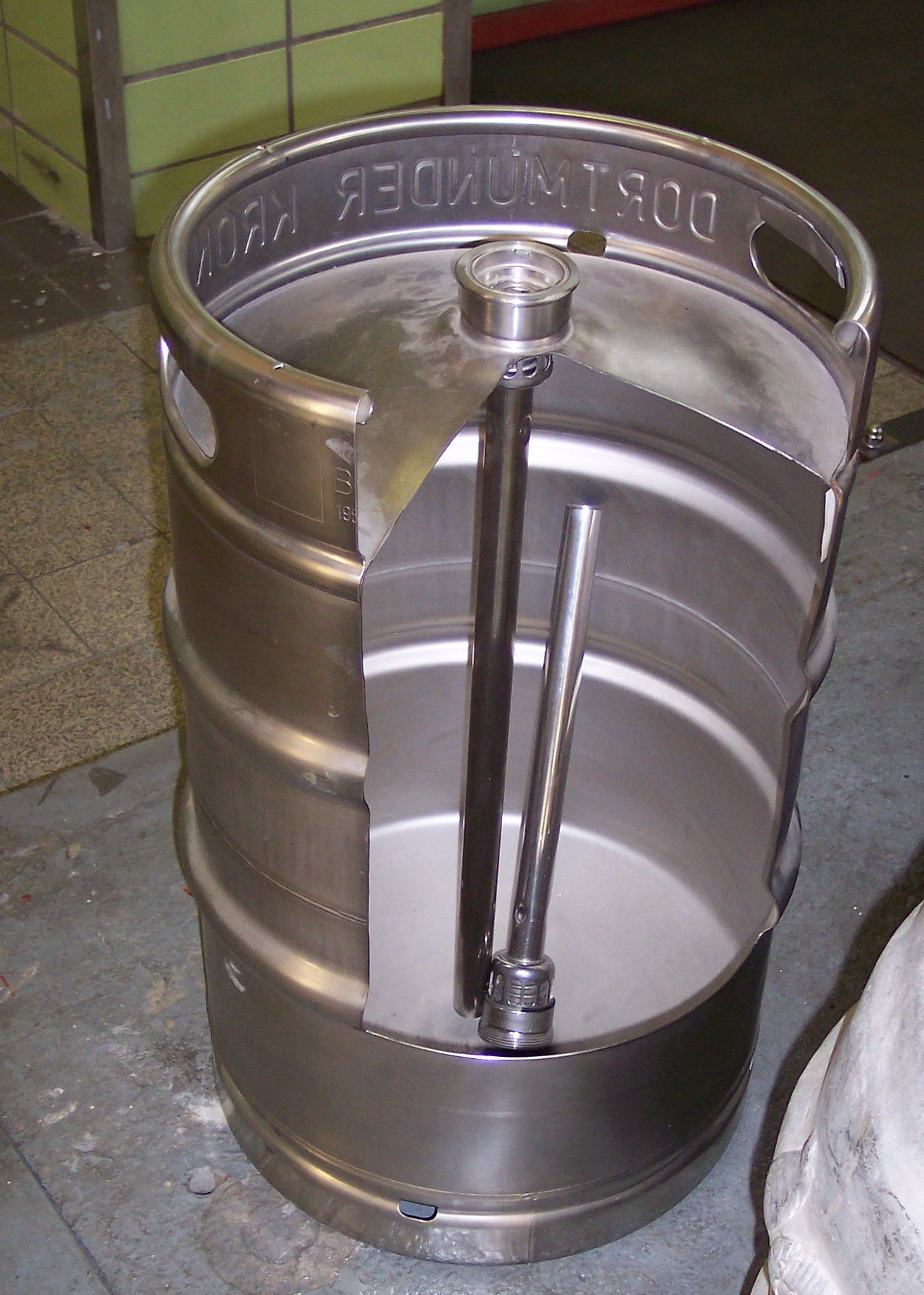
ケグ（樽）。
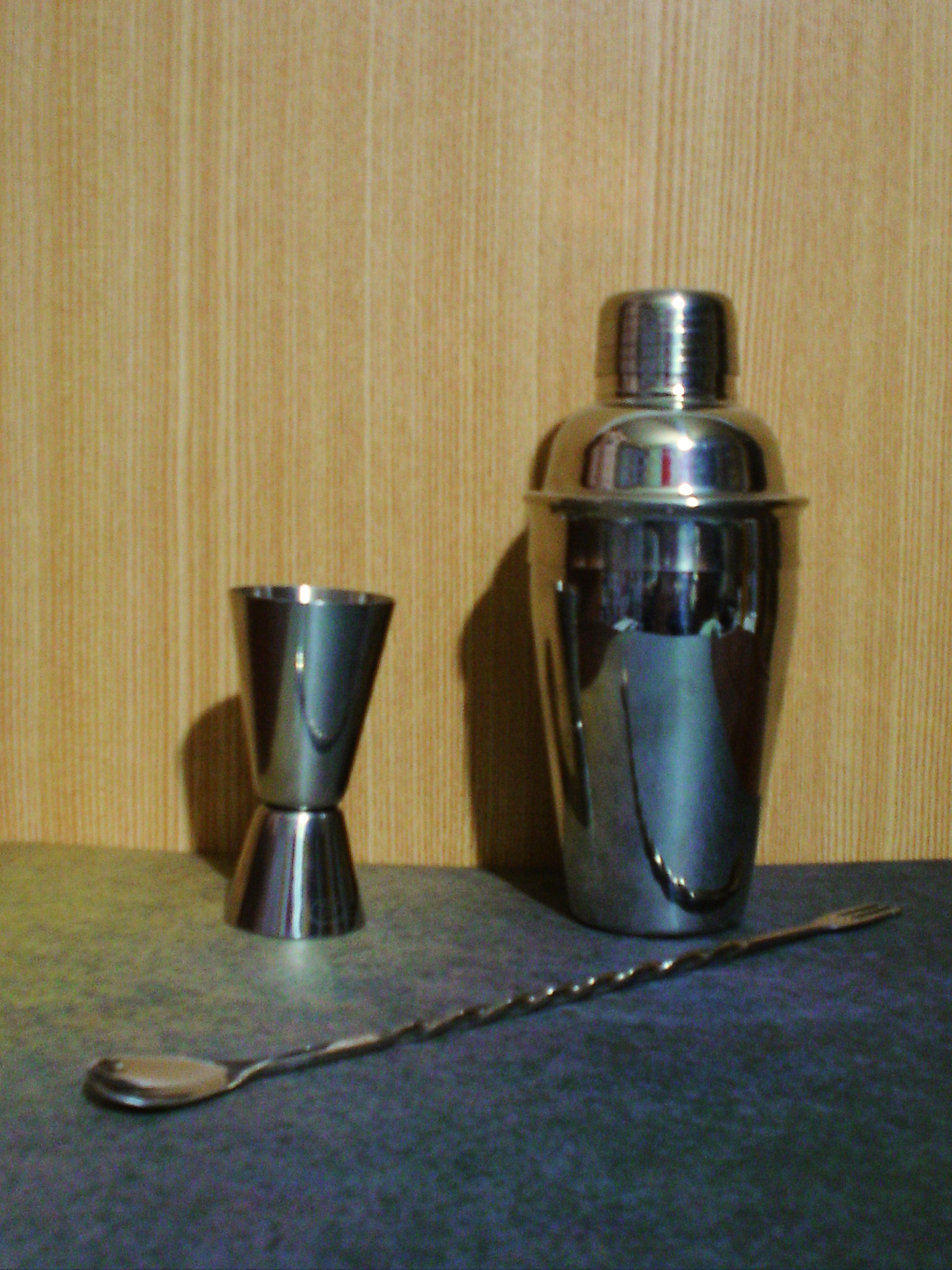
シェイカー、バー・スプーン、メジャーカップ。
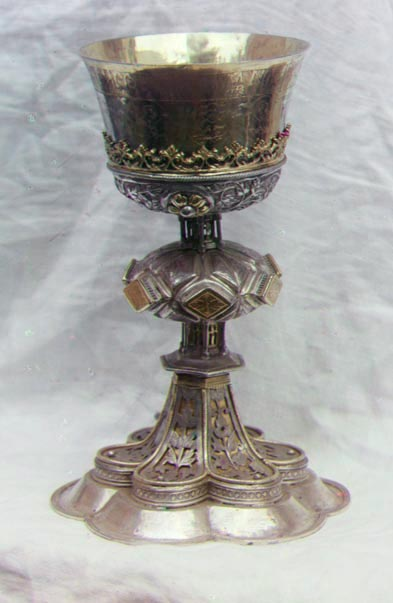
キリスト教の神事で使われる聖爵、聖杯。
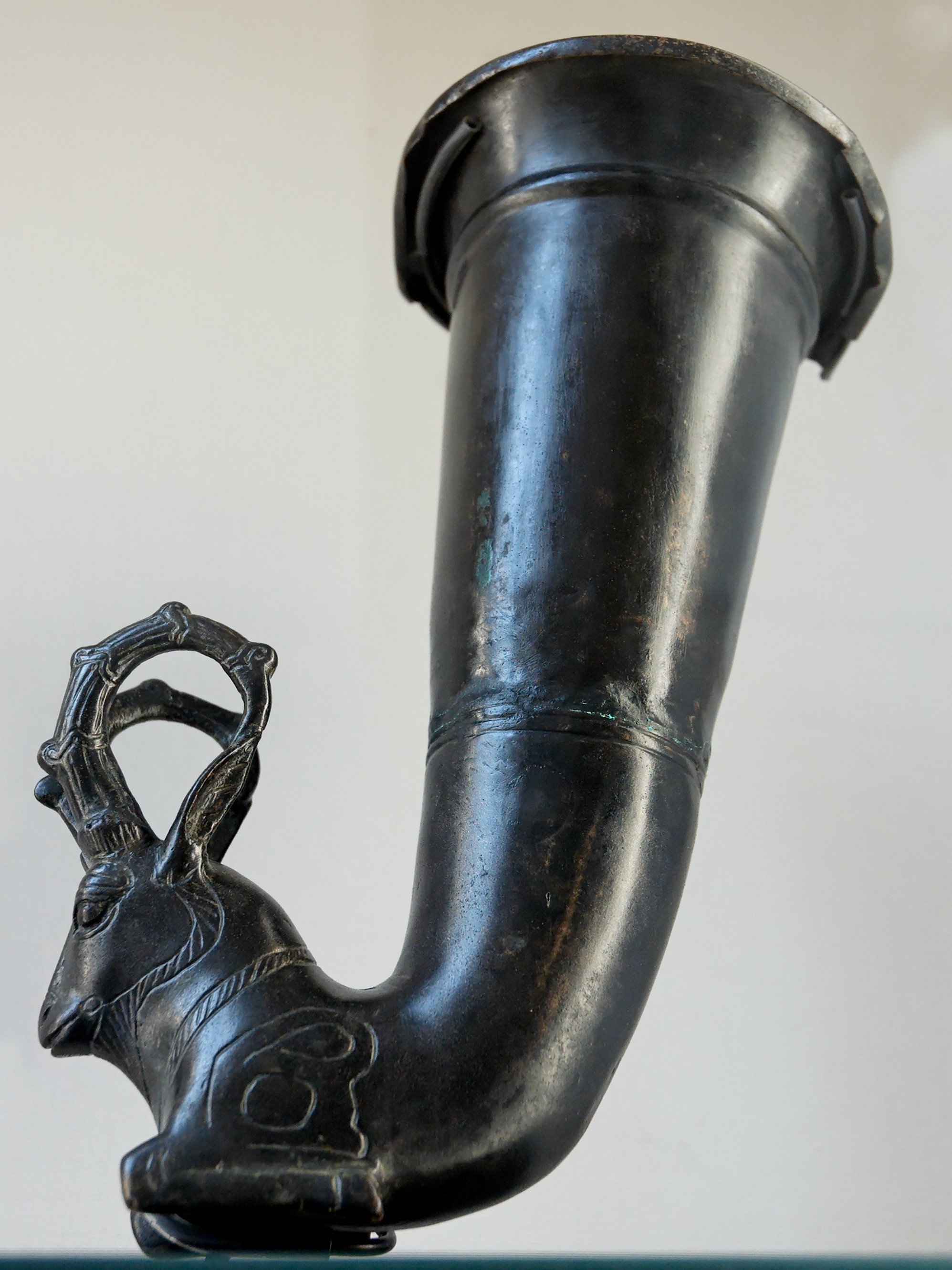
アイベックスの角杯型リュトン (アケメネス朝ペルシア)
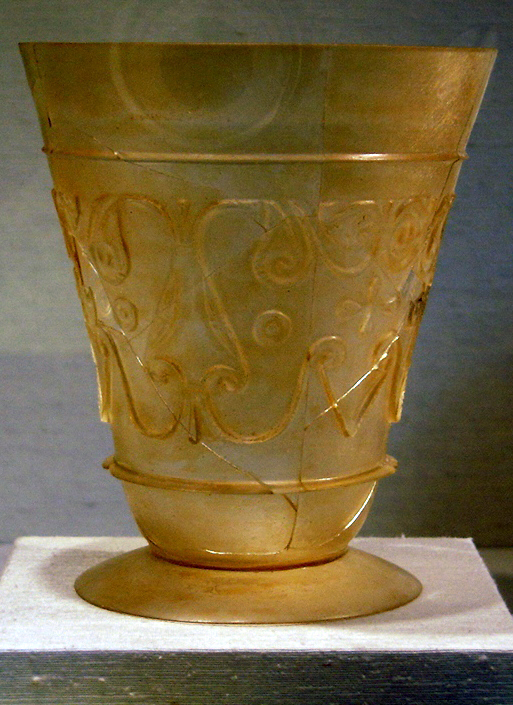
11世紀前半のイラン製ビーカー（出土品）。
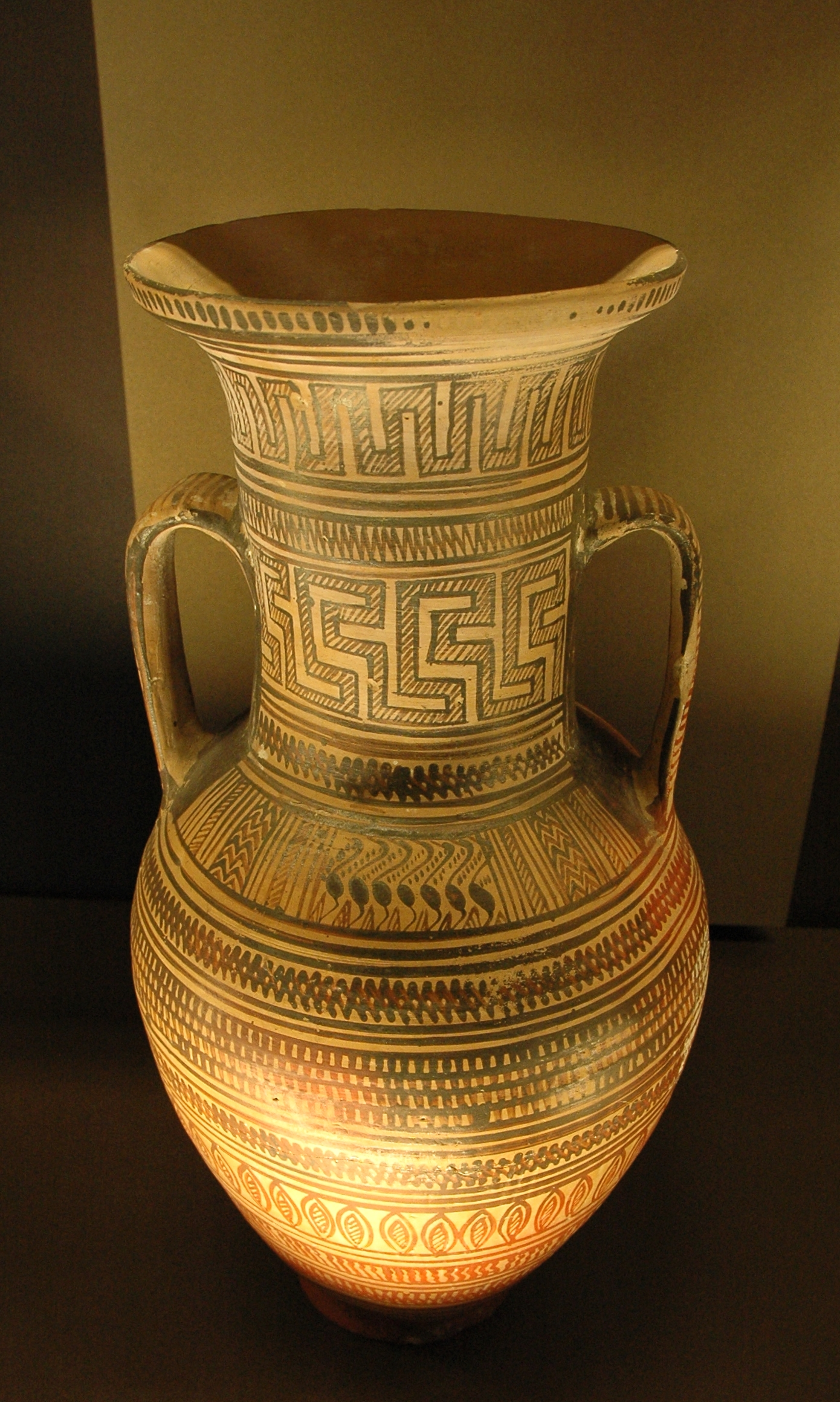
後期幾何学様式のアッティカの大きなアンフォラ。紀元前725年 – 紀元前700年

## 関連書籍
- 宮城篤正監修 『琉球の酒器： 翁長良明コレクション』 2004. OCLC 170134292
- 野村泰三 『猪口（ちょく）』 保育社, 1981.
- 小松正衛 『徳利と盃』 保育社, 1975. OCLC 222470441
- 辻清明 (陶芸家) 『ぐいのみ』, 保育社, 1976. OCLC 150655560
- 『つくる陶磁郎』編集部編 『酒器をつくる : 備前の徳利、唐津のぐい呑み』 双葉社, 2004. ISBN 978-4575296563
- 松原久男（監修） 北辰堂（編） 『ぐい呑大鑑』 北辰堂, 2000. ISBN 978-4892872426
- 大阪市立東洋陶磁美術館編集 『酒器に酔う−東アジアの酒文化 企画展 図録』 大阪市美術振興協会, 2008. ISBN 978-4-900502-45-1
  - 「酒器に酔う − 東アジアの酒文化」 （2008年10月11日～12月26日）
- MIHO MUSEUM（編） 『リュトン 聖なる酒器 語りかけるいにしえの器たち』 Miho Museum, 2008. ISBN 9784903642024
  - 聖なる酒器リュトン－MIHO　MUSEUM－ （2008年7月12日～8月17日）
- サントリー美術館編 『ガラスの酒器・ヨーロッパ : ローマン・グラスからアール・デコまで』 サントリー美術館, 2003. ISBN
- サントリー美術館編 『日本の酒器 : サントリー美術館所蔵』 サントリー美術館, 1993.
  - 「ガラスの酒器・ヨーロッパ―　ローマン・グラスからアール・デコまで」展を開催  （2003年8月5日～9月21日）
- 関隆志 『古代アッティカ杯 : ギリシア美術の比例と装飾の研究』 中央公論美術出版, 2008. ISBN 9784805505762
- 篠田恒男 『盃物語』 光芸出版,  2006. ISBN 978-4769401247
- 佐藤伸雄 『酒と器のはなし』 海鳥社, 2005. ISBN 9784874155493
- 愛知県陶磁資料館学芸課編 『酒宴のやきもの 近世の器』 愛知県陶磁資料館, 2003.
- 里文出版 (編) 『銘酒ー名酒器―さけとうつわのハンドブック』 里文出版, 1983. OCLC 674127514
- サッポロビール博物館 『ビールの器「ビアマグ」』 クレオ, 1999. ISBN 9784877360412
- 『酒盃・徳利1000： 古陶から現代まで』 講談社，2003. ISBN 9784062117487
- 宗形金風 『酒器を語る 史的研究』 大学堂書店, 1935. OCLC 673609776
- （中国語） 王念石 『中国历代酒具鉴赏图典』 天津古籍出版社, 2010. ISBN 9787806966976